# Cunaxa gordeevae
Cunaxa gordeevae är en spindeldjursart som beskrevs av Sergeyenko 2009. Cunaxa gordeevae ingår i släktet Cunaxa och familjen Cunaxidae. Inga underarter finns listade i Catalogue of Life.